# Anjouan
Anjouan (Ndz(u)wani en comorien ou Anjoane ou Johanna ou Hanzoan ; en arabe : حنزوان (ḥunzuwān)) est une île d'origine volcanique de l'archipel des Comores située dans l'océan Indien, qui constitue un État fédéré de l'Union des Comores. Sa capitale est Mutsamudu et sa population est d'environ 327 382 habitants en 2017. Sa superficie est de 424 km2. Anjouan est l'ile ayant la plus grande densité de population dans l'archipel des Comores.

## Géographie

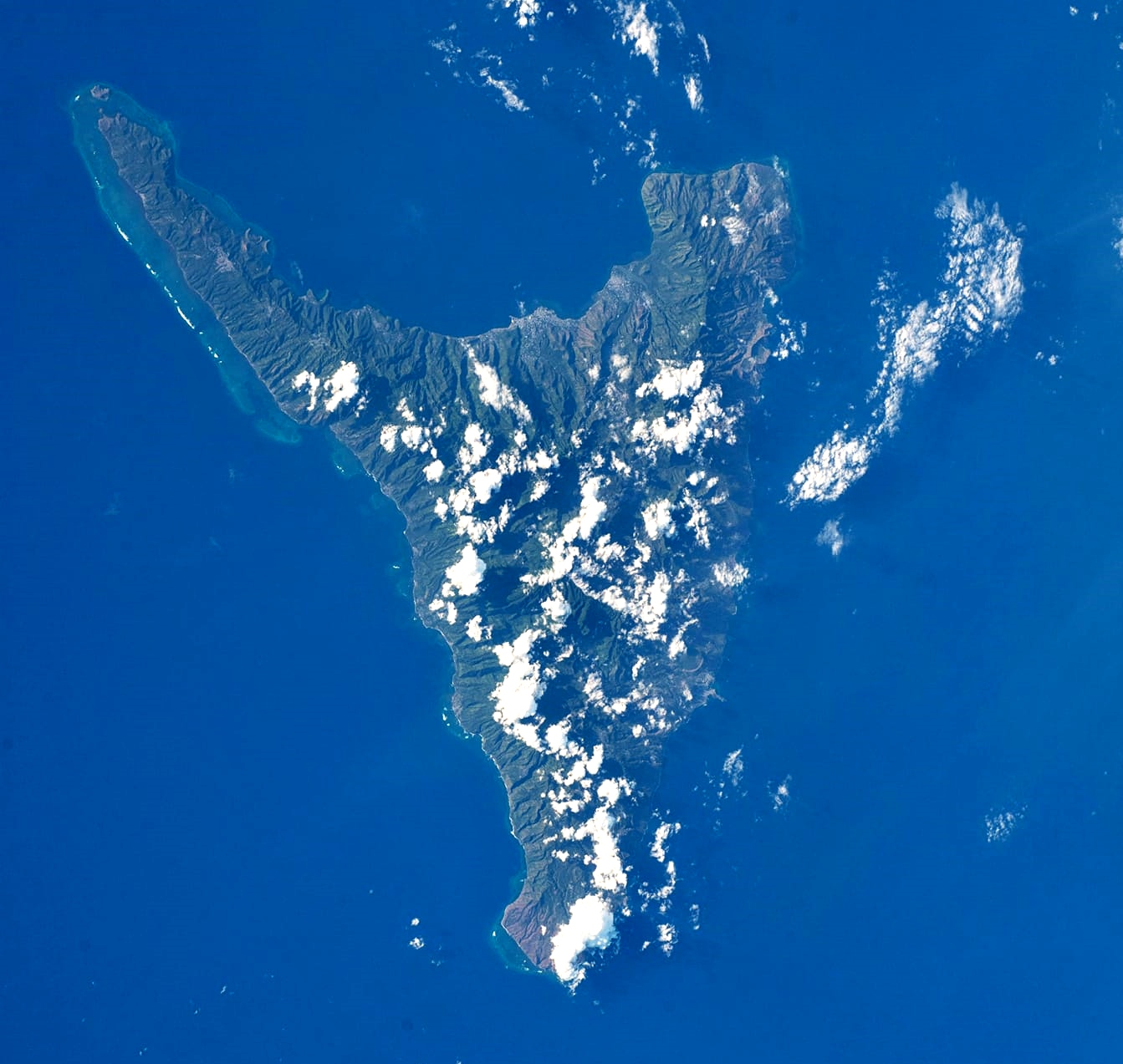
L'île d'Anjouan vue depuis la Station Spatiale Internationale.

### Climat
L'île d'Anjouan se situant à l'orient de l'archipel est dotée d'un climat tropical à saison alternée de tendance humide. De ce fait, on peut y constater des précipitations assez importantes tout au long de l'année. En termes de température, elles oscillent entre 18 et une trentaine de degrés tout au long de l'année.

### Divisions administratives
Le territoire de l'île d'Anjouan est divisé en communes (Loi no 11-006/AU du 2 mai 2011, promulguée le 21 juillet 2011). Pour des raisons administratives les communes sont groupées en préfectures, et réparties comme suit :
- préfecture de Mutsamudu, chef-lieu Mutsamudu, 4 communes : Mutsamudu, Mirontsy, Bandrani ya Chirokamba, Bandrani-Mtsangani ;
- préfecture de Ouani, chef-lieu : Ouani, 3 communes : Ouani, Bazimini, Bambao Mtrouni (Tsembéhou) ;
- préfecture de Domoni, chef-lieu : Domoni, 5 communes : Domoni, Ngandzalé, Koni, Bambao Mtsanga, Jamilimé ;
- préfecture de Mrémani, chef-lieu : Mrémani, 5 communes : Adda, Mrémani, Ongodjou, Chaouéni, Mramani ;
- préfecture de Sima, chef-lieu Sima, 3 communes : Sima, Vouani, Moya.

### Villes
- Akibani
- Adda Daouéni
- Antsahé
- Assimpao
- Bada Kouni
- Bambao Mtsanga
- Bandrani Mtsangani
- Bandrani-Chirokamba
- Bandajou-Bandrani
- Bandrani ya Mawéni
- Bandrani ya Vouani (Darsalama)
- Bazimini
- Bimbini
- Chandra
- Domoni
- Drini-Ongoni
- Hada
- Hadongo
- Hajoho
- Jéjé
- Jamilimé
- Kangani
- Koni
- Koki
- Kowé
- Liwara
- Ligoni
- Mirontsy
- Mjamawe
- Moya
- Maweni
- Mrémani
- Mramani
- Mutsamudu, capitale
- Nyoumakele
- Ouani
- *Ongoni-Marahani
- Patsy
- Sima
- Tsembéhou
- Vouani
- Pomoni

### Sites touristiques
- La citadelle de Mutsamudu, le marché de la ville.
- Le mausolée du président Ahmed Abdallah Abderamane à Domoni.
- Le parc du Mont Ntringui qui inclut le lac Dzialandze et le mont Ntringui.
- La région de Sima où se trouvent de nombreuses exploitations de plantes à parfum qui donnent leur surnom aux îles des Comores.
- Les chutes de Tratringa, à Bambao Mtrouni et la rivière du même nom.
- La plage de Moya et le col du même nom que les enfants dévalent sur des caisses à savon.
- La rivière de Jomani et le Cap Mangeat à l'entrée de Domoni.
- La cascade Tratringua a Ongoni-Marahani.
- Le mur de Momoni (uhura wa muji) à Domoni.

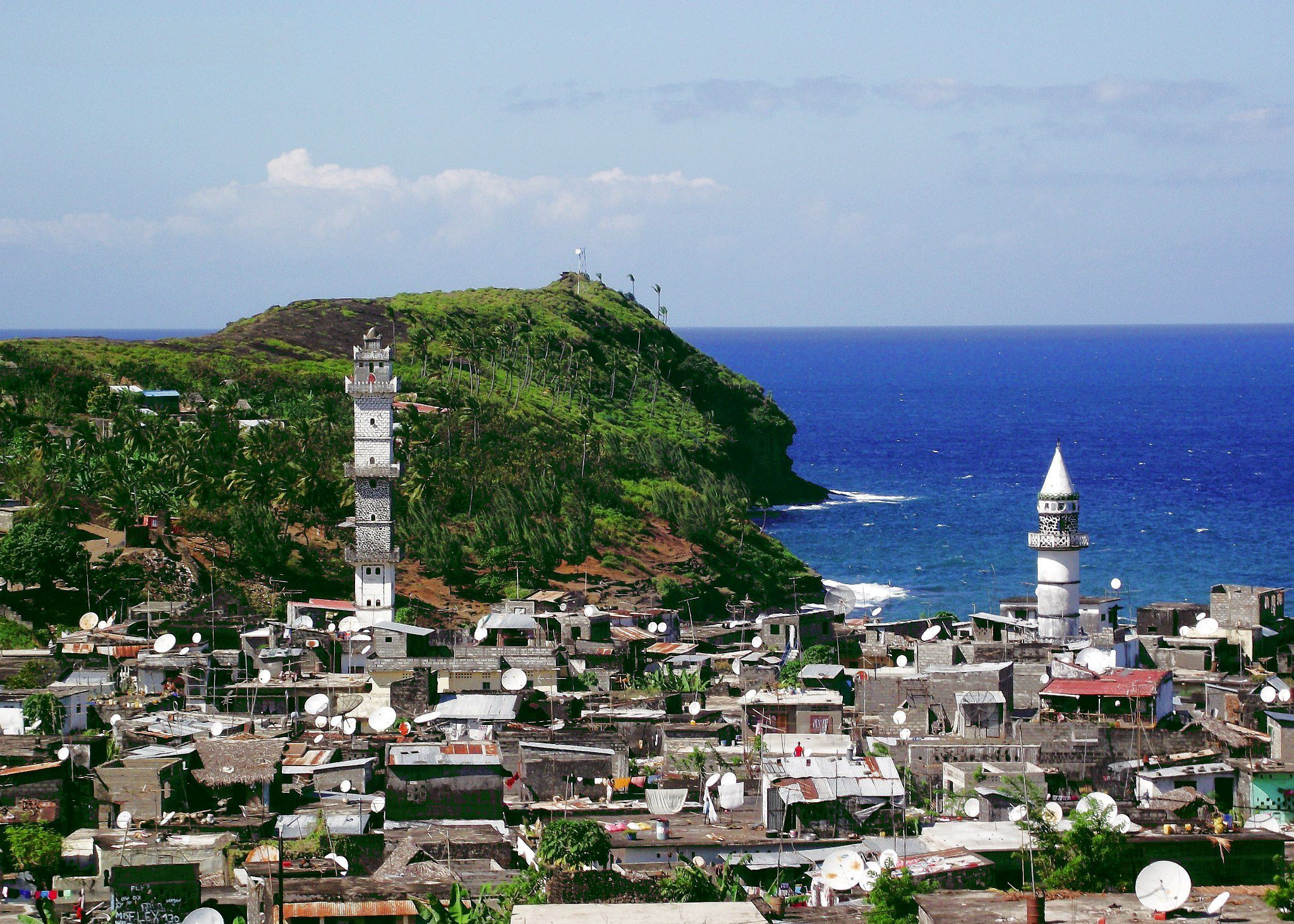
Vue sur la ville de Domoni
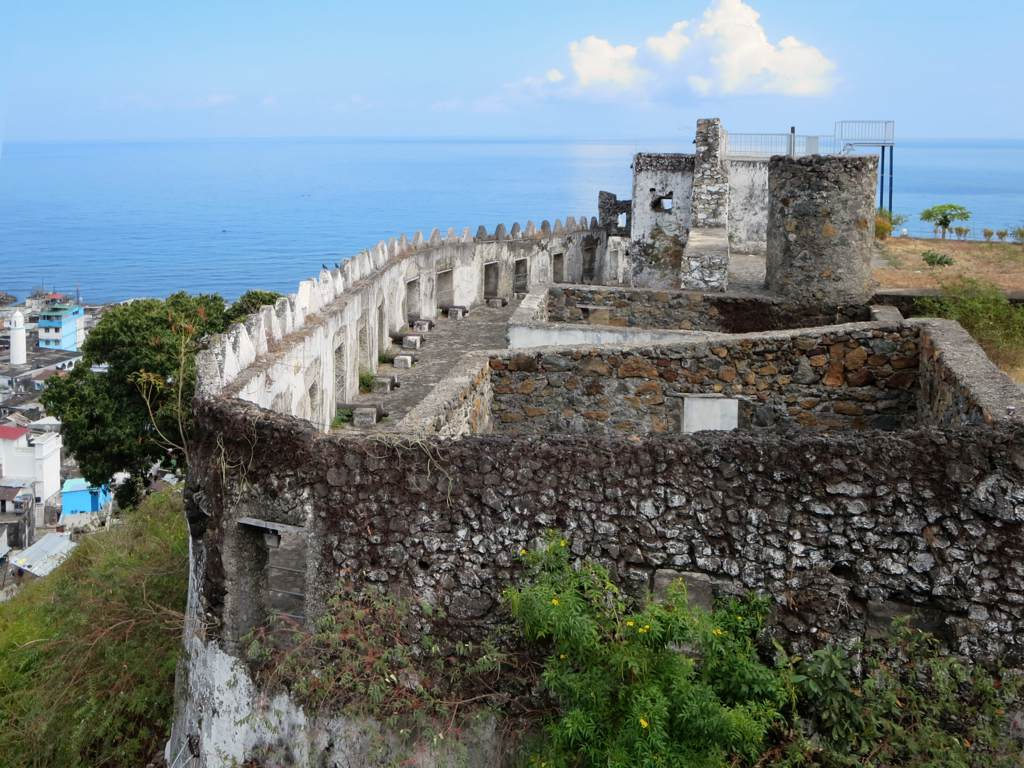
Citadelle de Mutsamudu
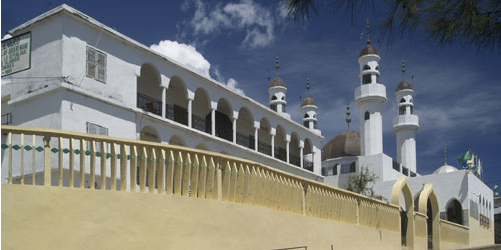
Mausolée du Président Ahmed Abdallah

### Environnement
Une des principales menaces sur l'environnement terrestre à l'heure actuelle est la déforestation : 80 % de la forêt a été coupée entre 1995 et 2014 et la plupart des fleuves se sont asséchés. Cela entraîne la disparition des espèces sauvages, mais aussi la fragilisation du sol (créant coulées de boue et glissements de terrain lors des grandes pluies), ainsi qu'une moins bonne rétention d'eau dans les sols, créant des sécheresses préoccupantes.
La principale menace sur l'environnement marin est la pollution, la très large majorité des ordures (autant ménagères qu'industrielles) finissent ainsi à la mer, qui en rejette et accumule une bonne partie sur les plages, ce qui bloque également toute possibilité de développement touristique et augmente le risque de maladies du fait de l'insalubrité.

## Histoire
Les plus anciennes traces d'installation humaine certaine dans l'archipel des Comores remontent au Moyen Âge, et les archéologues ne s'accordent pas encore pour savoir si les premiers habitants d'Anjouan étaient malgaches ou africains — mais dans les deux cas, ces deux populations se sont rencontrées et mélangées sur ces îles. De même, l'arrivée de l'islam est encore disputée, et est datée, suivant les experts, entre le VIIe et le XIIIe siècle. 

### Sultanat de Ndzuwani (1500)
Aux environs de 1500 est fondé le sultanat de Ndzuwani, qui englobe toute l'île, et nous a laissé des archives bien plus utiles aux historiens. À partir du XVIe siècle, l'archipel des Comores se trouve en position stratégique sur les routes commerciales maritimes reliant l'Europe à l'Orient en contournant l'Afrique : les navigateurs européens de l'époque recommandent alors aux navires en route pour les Indes de faire une pause atlantique au Cap-Vert au printemps et une pause indienne aux Comores en septembre, afin de profiter au mieux des courants de mousson ; c'est l'île d'Anjouan qui est alors considérée comme la plus sûre pour les bateaux, ayant toujours une de ses trois côtes protégée du vent. Cette situation va faire de Mutsamudu le principal port de commerce de la région pour plusieurs siècles et d'Anjouan l'île la plus riche et puissante de l'archipel, entraînant une prospérité sans précédent qui permet au sultan d'étendre ses ambitions sur les autres îles, ambition cependant jamais vraiment réalisée et contrariée à l'est par les prétentions des rois malgaches. 
Les XVIIe et XVIIIe siècles constituent une période particulièrement prospère pour les Comores, idéalement placées sur une route commerciale florissante entre l'Europe et ce qui devient l'empire omanais. Cependant, la rivalité entre sultans fait que les Comores ne deviennent à aucun moment un pays uni, capable de tenir tête aux menaces extérieures, ce qui rend cette prospérité précaire.
L'île, essentiellement visitée par des marins portugais, commence à être mieux connue en France à partir du XVIIIe siècle. Ainsi, en 1751, l'Encyclopédie de Diderot et d'Alembert lui consacre une courte notice : « ANJOUAN ou AMIVAN, (Géog. mod.) île d’Afrique assez petite, dans l’océan Éthiopique ; c’est une de celles de Comorre ou de la Maiotte, entre l’île de Madagascar & la côte de Zanguebar. »

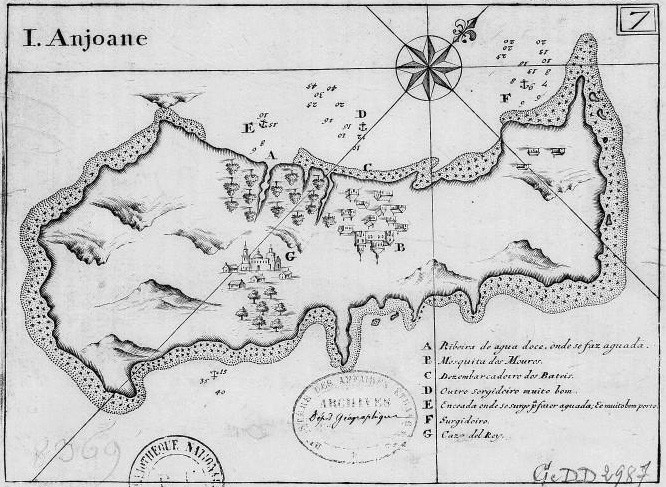
Carte portugaise du XVIIe siècle
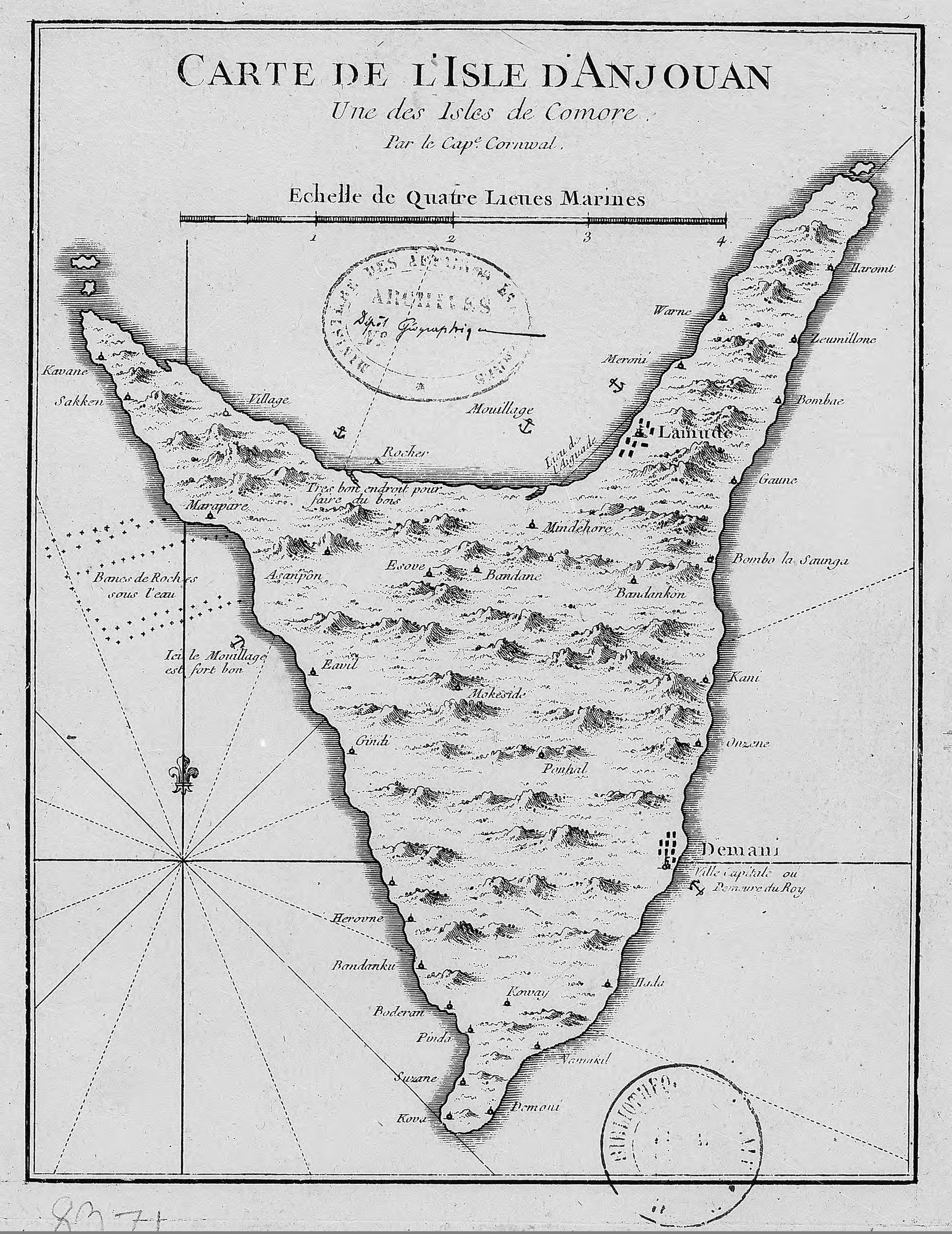
Carte française du XVIIIe siècle
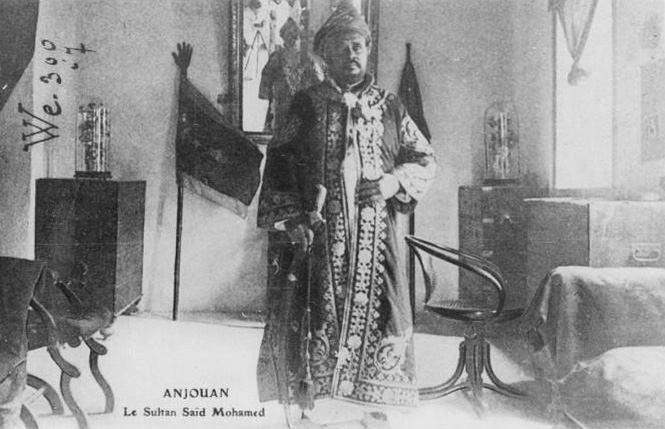
Le sultan Saïd Mohamed

Le sultanat d'Anjouan (liste des sultans d'Anjouan) perd en 1830 son pouvoir sur Mohéli (liste des sultans de Mohéli) au profit du roi malgache Ramanetaka.
Dans les années 1830-1880, la chasse à la baleine (ou plutôt aux cachalots (Physeteridae)) attire des flottes européennes, en partie également pour embaucher du personnel local.
En 1851, par l'Expédition d'Anjouan, l’Angleterre impose à Anjouan un traité de commerce privilégié.

### Période française (1885-1974)
En 1885 s'achève la Conférence de Berlin, pendant laquelle les puissances coloniales européennes s'accordent sur une répartition de leurs influences réciproques dans le monde, et notamment sur l'Afrique. La France possédait déjà Mayotte depuis 1841, ainsi que plusieurs comptoirs malgaches, et des entrepreneurs français étaient déjà implantés sur Anjouan : les trois îles comoriennes deviennent donc protectorat français en 1886. Alors qu'Anjouan avait longtemps été l'île la plus puissante de l'archipel, la domination revient alors à Mayotte, plus développée et occidentalisée à cette époque, et Anjouan se retrouve dans l'ombre de celle-ci ainsi que de la Grande Comore, au potentiel agricole et industriel considéré comme plus important. 
En 1891, une révolte des paysans pauvres et des travailleurs de l'industrie menace très sérieusement la domination de la France sur l’île, les Français l'évacuent avant de la reconquérir au prix d’une expédition militaire.
Le 25 juillet 1912, les îles de l'archipel des Comores anciennement appelées « Mayotte et ses dépendances », dont faisait partie Anjouan, sont rattachées à la colonie de Madagascar. La France met en place à cette époque les principales infrastructures (routes, ports, administrations…) et installe des cultures d'exportation, comme la vanille et l'ylang-ylang. 
Les 22 et 23 décembre 1950, un cyclone ravage Mohéli et Anjouan et fait près de 400 morts, en particulier dans cette dernière île, que visite alors François Mitterrand, ministre de la France d'Outre-mer,,. À la suite des dommages causés aux infrastructures de transport, une importante partie des colons d’Anjouan s’installe à Moroni, anticipant le transfert de la capitale vers la Grande comore en 1962. 
Avec les progrès de l'indépendantisme malgache dans l'immédiat après-guerre, l'archipel des Comores devient un des éléments du territoire d'outre-mer des Comores en 1946. Un indépendantisme s'y développe à son tour, soutenu par l'Union Soviétique.

### Intégration au nouvel État comorien (1974)
Par la consultation du 22 décembre 1974, Anjouan choisit l'indépendance vis-à-vis de la France — comme Mohéli et la Grande Comore mais au contraire de Mayotte — et son intégration au nouvel État comorien. En 1974, les Anjouanais se prononcent à 99,5 % contre le maintien du statut de TOM de la République française (soit 42 voix pour le maintien).
La capitale de l’État comorien est située à Moroni, en Grande Comore, achevant de marginaliser Anjouan qui fut autrefois la principale puissance locale de l'archipel.
Depuis l'indépendance, l'archipel subit de nombreux troubles et ne parvient pas à trouver le chemin de la démocratie. Il fait l'objet de coups d'État violents et de prises de main expéditives, soutenus occasionnellement par des mercenaires comme le Français Bob Denard, ultérieurement arrêté et condamné par la France.

### Première crise séparatiste (1997)
En 1997, Anjouan et Mohéli proclament unilatéralement leur indépendance de la République fédérale islamique des Comores et souhaitent leur rattachement à la France, mais cette dernière refuse. Cette tentative de sécession entraîne un embargo mené par la RFIC et l'Organisation de l'unité africaine (OUA). Alors qu'en 1998, sous l'égide de l'OUA, Mohéli accepte de nouveau l'autorité de Moroni, Anjouan refuse toujours.
Le pouvoir sur l'île passe aux mains d'un triumvirat présidé par le foundi (« le maître ») Abdallah Ibrahim, non francophone, âgé de 80 ans, Said Abeid Abdérémane, coordinateur national, et Mohamed Bacar. Le pouvoir central cherche alors à retrouver son autorité par la force mais échoue, militairement et politiquement. En 1999, Abdallah Ibrahim, résigné, confie le pouvoir à Abeid, le Coordinateur national. Le 9 août 2001, Abeid est écarté par un coup d'État de la gendarmerie au profit de Bacar.
Bacar entame alors un long processus politique de réconciliation avec Azali Assoumani après la prise de pouvoir de celui-ci en Grande Comore afin de créer une nouvelle entité, l'Union des Comores, où les îles bénéficient d'une très large autonomie. Bacar échappera à plusieurs coups d'État dont un mené par Abeid.
Chaque année de nombreux Comoriens d'Anjouan, de la Grande Comore et de Mohéli tentent, dans une certaine indifférence internationale, de rejoindre Mayotte dans des embarcations de fortune, les kwassa-kwassa, ce qui entraîne au passage la mort de nombreux naufragés — 100 à 200 chaque année. On peut expliquer ce changement d'opinion des Comoriens par la grande misère que traversent leurs îles et par la situation enviée de la petite voisine mahoraise. 
De son côté, Mayotte accueille malgré tout les exilés, même si elle voit sa population croître très rapidement. La population de Mayotte — 190 000 habitants fin 2007 — est composée de 30 % de réfugiés en provenance d'Anjouan. Cette situation pose de graves problèmes démographiques et sociaux mettant en jeu l'avenir et la stabilité économique de l'île où le contrôle des naissances se heurte aux tabous d'une population très majoritairement musulmane.
Aussi, la France souhaite le rétablissement de la paix civile à Anjouan, afin de faciliter le retour rapide des exilés[réf. nécessaire]. L'Union des Comores reste encore fragile, mais aussi bien la France que l'Union africaine et les populations de Mayotte et Anjouan espèrent une normalisation de la situation.

### Seconde crise séparatiste (2007)
Des soldats fidèles à Mohamed Bacar prennent le contrôle de la capitale d'Anjouan en mai 2007. Bacar, devenu pour la première fois président d'Anjouan en 2002, cherche à obtenir l'indépendance de l'île. 
Le 10 juin 2007, Mohamed Bacar est réélu au premier tour de l'élection à la présidence de l'île d'Anjouan. Le gouvernement de l'Union des Comores, qui avait ordonné le report, estime que le scrutin s'est tenu dans l'« illégalité totale », et l'élection n'est pas reconnue par l'Union africaine (UA). Seule l'Afrique du Sud intervient diplomatiquement pour prévenir une intervention militaire de l'UA. Après l'annonce le 31 janvier 2008 du président de l'Union de son intention d'intervenir « incessamment pour restaurer l'intégrité de l'État comorien », le colonel Bacar repousse le 28 février 2008 les propositions de médiation internationale d'exil ou reddition.
En mars 2008, les préparatifs pour une intervention militaire de l'armée nationale de développement appuyés par les forces de plusieurs nations de l'Union africaine (Soudan, Tanzanie, Libye, Sénégal) et l'aide logistique de la France sont en cours. Le 15 mars, la première opération a eu lieu, avec l'aide logistique de l'armée française et un bilan, non confirmé depuis, annonce plusieurs dizaines de tués dans la rébellion.
Le 23 mars 2008, le président des Comores annonce avoir autorisé l'armée du pays, appuyée par l'Union africaine, à lancer un assaut contre l'île d’Anjouan. « Hier soir, j'ai donné l'ordre à l'armée nationale de se joindre aux forces de l'Union africaine pour rétablir la légalité républicaine à Anjouan », déclare Ahmed Abdallah Mohamed Sambi dans un discours retransmis en direct. « Dans les heures ou les jours qui viennent, Anjouan sera libéré par la force ou, j'ose l'espérer, les rebelles se rendront afin d'éviter un affrontement. » Le débarquement a lieu le 25 mars 2008 ; la capitale tombe dans la journée et le colonel Bacar prend la fuite. Arrivé avec quelques soldats sur l'île de Mayotte, il demande l'asile politique à la France qui, ayant étudié le dossier, rejette sa demande en décembre. Il obtient finalement l'asile politique au Bénin. Un an près le conflit, 57 militaires anjouanais étaient encore détenus sans procès à la prison de Kandani.

### Politique

Drapeau d'Anjouan. (1997-2012)

Drapeau d'Anjouan.

L'Assemblée législative de l'île autonome d'Anjouan comporte 25 sièges.
Le colonel Mohamed Bacar a été élu en 2002 à la présidence d'Anjouan. Sa réélection en 2007 est contestée et déclarée illégale par le gouvernement des Comores. À la suite de l'intervention militaire de l'Union africaine, une élection présidentielle est organisée les 15 et 29 juin 2008 qui est remportée avec 52 % des voix par Moussa Toybou, un proche du président de l'Union Ahmed Abdallah Mohamed Sambi, face à Mohamed Djaanfari. 
En 2009, le titre de président est remplacé par celui de gouverneur, élu pour cinq ans. Depuis le 23 mai 2019, la fonction est occupée par Anissi Chamsidine.

### Départementalisation de Mayotte
L'organisation par la France d'un référendum mahorais de 2009 est contestée en 2008 par le président de l'Union des Comores, mais à la suite de ce référendum du 29 mars 2009 sur la départementalisation 95 % des votants (soit 57 % des électeurs) confirment une nouvelle fois leur volonté de rester français, et d'intégrer la France comme département de plein exercice (à l'image de la Réunion). Le 31 mars 2011, le département de Mayotte est devenu officiellement le cent-unième département de France et son cinquième département d’outre-mer, et intègre officiellement l'Union européenne en 2014.
Ce changement de statut a des effets majeurs sur Anjouan, puisque Mayotte jouit désormais des droits et avantages du système social français. De nombreuses familles étant déjà depuis longtemps à cheval entre les deux îles, Anjouan va connaître un phénomène d'émigration massive à destination de Mayotte, émigration en partie légale mais aussi en grande partie illégale, notamment à bord de kwassa kwassas, embarcations qui ne sont pas prévues pour traverser un océan et entraînent régulièrement la mort de tous les passagers. Environ 12 000 personnes auraient trouvé la mort en tentant de rejoindre Mayotte dans ces embarcations de fortune, ce qui fait du bras de mer séparant Mayotte d'Anjouan le premier cimetière marin au monde.
En mars 2018 la population immigrée à Mayotte est estimée à 45 % de la population adulte de l’île, essentiellement constituée de comoriens d'Anjouan. On estime en 2019 le flux entrant d'immigrés clandestins à environ 25 000 à 30 000 personnes par an, pour 18 000 à 20 000 reconduites à la frontière. Cette pression migratoire s'accompagne de tensions entre les mahorais et les anjouanais clandestins, les mahorais accusant les clandestins d'alimenter l'insécurité spectaculaire de l'île, ainsi que de saturer ses services (hôpital, écoles, services sociaux, eau potable…), ce qui a donné lieu à de nombreuses manifestations et grèves, comme le Mouvement social de 2018 à Mayotte. En outre, des milices anti-comoriens ont vu le jour, et se sont livrées à des exactions particulièrement violentes dans certains bidonvilles (« crise des décasages »).
À l'inverse, l'instauration à Mayotte du droit du travail français a aussi fait fuir certaines entreprises, comme le parfumeur Guerlain (principale industrie historique de Mayotte) qui a alors délocalisé ses plantation d'ylang-ylang entre Anjouan et Madagascar.

## Économie

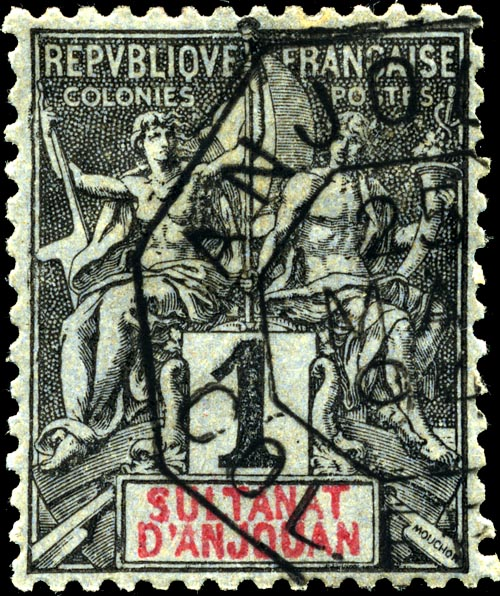
1-centime Navigation & Commerce, affranchis le 25 mai 1894.

L'île d'Anjouan est la principale zone de production agricole de l'archipel. Les principales ressources de devises sont la vanille, l'ylang-ylang et le girofle, ces deux dernières productions étant récoltées principalement dans l'île. La production des fruits et des légumes y est aussi importante et des exportations ont lieu vers Mayotte. On y cultive également un peu de riz, mais très insuffisamment pour l'autosuffisance. D'autre part les habitudes alimentaires prises de consommer des produits exotiques (farine, riz, pomme de terre…) déstabilisent la production.
L'île abrite le port hauturier de Mutsamudu et l'école des pêches. Elle possède de grandes plages de sable noir et très peu de sable blanc, le tourisme y est donc confidentiel.
Anjouan est desservie par voie aérienne grâce à l'aérodrome d'Anjouan-Ouani.
Le centre hospitalier régional d'Anjouan est situé à Hombo, tout comme la résidence officielle du chef de l'État sur l'île.

## Personnalités liées à l’île
- Jean-Antoine Rossignol (1759–1802), général des armées de la République, déporté après le coup d'État du 18 Brumaire, mort en captivité dans l'île
- Ahmed Abdallah Abderamane (12 juin 1919–26 novembre 1989 ; père de l'indépendance des Comores et premier Président de la République Fédérale islamique des Comores).
- Said Mohamed Jaffar (né le 14 avril 1918–27 octobre 1993 ; homme politique comorien)
- Ahmed Mohamed (1917–1984) homme politique franco-comorien
- Tadjidine Ben Said Massounde (1933–2004) ; homme politique comorien
- Caabi El-Yachroutu Mohamed (1950-), homme politique comorien
- Sittou Raghadat Mohamed (née le 6 juillet 1952–; première femme ministre et élue députée aux Comores).
- Ahmed Abdallah Mohamed Sambi (né le 5 juin 1957–; ex-président de l'Union des Comores du 26 mai 2006 au 26 mai 2011).
- Ali Zamir (né le 7 janvier 1987 ; chercheur et premier écrivain comorien à avoir remporté des prix littéraires internationaux comme le prix Senghor 2016, le Prix Mandela de littérature 2016[30],[31], en plus de la Mention spéciale du prix Wepler 2016, le prix France Télévisions 2019 ou encore de la distinction en tant que parrain du 8e Florilège international des écrivains en herbe, organisé par l’Académie du livre et le ministère de l’Éducation nationale français[32],[33])
- Sounhadj Attoumane (1962–), homme politique et cardiologue comorien.
- Mohamed Ahmed-Chamanga (1952-) ; linguiste, chercheur et éditeur comorien
- Mohamed Ahmed Bacar Rezida (1981-) ; médecin, économiste de la Santé et écrivain comorien[34],[35] ,[36]

#### Travaux d'étudiants
- Mohamed Tadjiddine, Lieux sacrés–lieux maudits à Jimilime dans l'île d'Ani-Uan, ENES (Comores), 1989, 48 p. (mémoire de Lettres)
- Eddy Moulston, Les Événements politiques et militaires à l'île d'Anjouan en 1997, Université de La réunion, 2002, 182 p. (mémoire de maîtrise d'Histoire)
- Kamardine Mohamed Sinane, Relations homme-littoral à Anjouan (Archipel des Comores), Université de La Réunion, 2007, 108 p. + 1 DVD (mémoire de recherche 2e année de Géographie)

### Filmographie
- Anjouan : pour un développement communautaire, film de Benoît Théau et Christian Auxéméry, ORCADES, Poitiers, 2002, 26 min (VHS)
- « Mayotte : l'île des désillusions », sur France Ô, 23 janvier 2019.